# Рафал Бжоска
Рафал Бжоска (1977 р.н.) — польський підприємець, засновник і президент Integer.pl Capital Group.

## Біографія
Бжоска навчався у середній школі Яна Каспровича в Рацібужі, Польща, а згодом у Краківському економічному університеті.
Під час свого третього курсу в університеті він заснував Integer, початково бізнес з дизайну веб-сайтів, з капіталом у 20 000 злотих (5 000 доларів США станом на 1999 рік). Після кількох місяців збитків компанія перейшла на розповсюдження листівок і стала успішною. У 2006 році він заснував InPost і створив мережу поштових скриньок самообслуговування, відому як Paczkomat.
У 2012 році він увійшов до списку найбагатших поляків, а в 2015 році зайняв 68 місце у «Списку 100 найбагатших поляків 2015 року» за версією Forbes.
У 2019 році Бжоска одружився з журналісткою та телеведучою Омені Менса. У них є син Вінсент, який народився в 2017 році. У Бжоски є дві дочки від попередніх стосунків.
Станом на 2021 рік статок Бжоски оцінюється в 5 мільярдів злотих (1,3 мільярда доларів США).

## Відносини з Україною
Під час війни 2022 року Рафал Бжоска з дружиною Оменою Менса надіслали до Харкова 34 вагони гуманітарної допомоги загальною масою півтисячі тонн. Це найбільший гуманітарний вантаж, надісланий не державою, а приватно.
Поїзд отримав назву «Конвой польських сердець».
Це вже була не перша допомога бізнесмена: раніше 100 тонн вантажу (ліки, підгузки, продукти харчування, а також автомобіль швидкої допомоги) отримала дитяча лікарня у Рівному.